# Alex Taveras
Alejandro Antonio Taveras Betances (nacido el 9 de octubre de 1955 en Santiago) es un ex infielder dominicano que jugó en las Grandes Ligas de Béisbol. Taveras jugó en 35 partidos en tres temporadas (1976, 1982-1983) para los Astros de Houston y  los Dodgers de Los Ángeles, terminando con un récord de 11 hits, 1 doble, 4 carreras impulsadas, 4 anotadas, 1 base robada, 2 veces puesto out intentando robar base, 2 bases por bolas, 3 ponches en 53 veces al bate.

## Mánager y entrenador
Taveras se ha desempeñado en diferentes cargos en ligas menores trabajando para los clubes Cerveceros de Milwaukee, Indios de Cleveland y Filis de Filadelfia.
Además ha sido mánager de varios equipos de la Liga Mexicana, entre los que se encuentran Vaqueros Laguna (2003), Langosteros de Cancún (2004), Rieleros de Aguascalientes (2005-2006), Potros de Tijuana (2007).
En su país natal ha trabajado como entrenador para las Águilas Cibaeñas, también como entrenador de novatos del equipo.